# Петропавлівка (Черкаський район)
Петропа́влівка (до 1916 року Свинарка, ще раніше — Трисаги) — село в Україні, у Черкаському районі Черкаської області, у складі Городищенської міської громади.

## Географія
У селі бере початок річка Свинарка.
Село розташоване за 10 км на захід від центру громади та залізничної станції Городище. Через нього проходить
автомобільний шлях Т 2408. Населення — 1 093 чоловіка.

## Історія
Праісторією поселень на території сучасної Петропавлівки, за свідченнями археологів та краєзнавців-істориків, є поселення близько 7 тисяч років тому. Підтвердженням цього — археологічні знахідки в районі урочищ Капкас, Корніїшине, на городах біля сільського ФАПу, які говорять про те, що на цій території жили люди ще за трипільської культури.
Невеличке поселення, можливо існувало ще у XVII столітті, у часи національно-визвольної війни Богдана Хмельницького 1648—1657 років. Поселення називалось Трисагами, за однією із версій тому, що в напрямку сучасних Вербівки, В'язівка, Валяви росли заливні луки, біля яких і селились люди, маючи випаси для худоби і можливість займатися землеробством. Поселення простягалося у трьох напрямках, звідси, ймовірно, і назва — Трисаги.
У 1845 році поселення вже називалось Свинаркою. Про це свідчить документ, виданий черкаським повітовим судом у 1845 році Пикалу Семену Пилиповичу та інший, виданий головною управою маєтків південної Росії князя М. С. Воронцова за № 28 від 21 січня 1852 року. Точної дати, коли саме поселення із Трисаг перейменували на Свинарку немає, але це було десь на початку XIX століття.
Лаврентій Похилевич у своїх «Сказаннях про населені місцевості Київської губернії» 1864 року пише, що назву Свинарка дав селу невідомий вельможа, що вбив тут на полюванні дикого кабана чи вепра. Також він вказує що на той час в селі мешкало 1960 православних, 9 римокатоликів і 23 єврея. В селі була дерев'яна церква апостолів Петра і Павла 5-го класу.
Спочатку Свинарку називали хутором, так як у поселенні не було церкви. У 1846 році хуторська громада купила в Буртах невеличку дерев'яну церкву і на день святої Параскеви спорудила її у своєму селі. У 1854 році церкву перебудували і освятили 12 липня цього ж року в честь святих Первоапостольних Петра і Павла.
На кінець 19 століття в селі мешкало 3 492 особи, було багато вітряків.
У 1916 році загальним сходом села при погодженні з волосною управою було вирішено йменувати село Петропавлівкою на честь апостолів Петра й Павла.
Революційні події 1917 року також не обійшли Петропавлівку, а Ковтун Мусій Олексійович, односелець, був безпосереднім учасником "штурму" Зимового палацу, якого насправді не було. Першим головою сільської ради обрано Недоступа Степана Петровича. Першим прообразом сучасного колгоспу стало створене у 1921 році Товариство спільного обробітку землі «Культура», яке організував Зозуля Омелько Платонович.
У 1930 році в селі відкрито семирічну школу, директором якої був Бараненко Петро Іванович. До того часу в селі працювала чотирикласна школа, першим завідувачем її після Жовтневого перевороту був Біляківський.
У 1933 році село пережило Голодомор, внаслідок якого загинуло, за свідченням тодішнього старшого виконавця сільської ради Степанія Демида Яковича, близько 1 300 жителів.
Не зважаючи на Голодомор, репресії, насильницьку колективізацію, на фронтах Другої світової війни на боці СРСР воювало 546 жителів села, 217 з них загинули, 198 відзначені російськими урядовими нагородами. 111 юнаків і дівчат вивезено до Німеччини, 29 із них не повернулися. На братській могилі воїнів, що загинули в боях за реокупацію села силами СРСР, споруджено обеліск Слави.
У 1950 році існуючі на території села колгоспи об'єднано в один — ім. Куйбишева, а його головою обрано Погорілого Дмитра Васильовича. Розвиток у зміцненні соціальної сфери села розпочався у 60—70-х роках. У цей час було збудовано Будинок культури, нові приміщення магазинів, сучасну середню школу.
Станом на 1972 рік в селі мешкало 2 080 чоловік, працювали восмирічна школа, клуб на 400 місць, бібліотека з фондом 10 тисяч книг, фельдшерсько-акушерський пункт. Колгосп ім. Куйбишева використовував 3 139 га землі, у тому числі 2 155 га орної. Вирощував зернові і технічні культури та займався м'ясо-молочним тваринництвом.
За трудові досягнення в галузі будівництва Заболотному Василю Макаровичу в 1974 році було присвоєно звання Героя Соціалістичної Праці з врученням йому ордена Леніна і золотої медалі «Серп і Молот». За постійні високі надої молока Бондар Ніна Варфоломіївна нагороджена орденом Леніна.
Село постраждало внаслідок геноциду українського народу, проведеного окупаційним урядом СССР 1923—1933 та 1946–1947 роках.

## Сучасність
На сьогодні в селі працюють фермерські господарства Жугана Івана Миколайовича, Бур'яна Віталія Миколайовича, Турла Анатолія Васильовича, Федорова Василя Васильовича.

## Персоналії
- Тригуб Євфим (Юхим) Діомидович — український офіцер, загинув 6 лютого (24 січня) 1918 року у Києві
- Чуєнко Петро Дмитрович — Герой Радянського Союзу

### Ресурси інтернету
- Петропавлівка на who-is-who.com.ua[недоступне посилання з липня 2019]